# Penicillium miczynskii
Penicillium miczynskii K.W. Zaleski – gatunek grzybów z rodziny Aspergillaceae. Mikroskopijny grzyb strzępkowy.

## Systematyka i nazewnictwo
Pozycja w klasyfikacji według Index Fungorum: Penicillium, Aspergillaceae, Eurotiales, Eurotiomycetidae, Eurotiomycetes, Pezizomycotina, Ascomycota, Fungi.
Po raz pierwszy opisał go w 1927 roku Karol Zaleski. Wyizolował go z gleby pod drzewami iglastymi. Epitetem gatunkowym uczcił polskiego botanika Kazimierza Jana Miczyńskiego. W 1980 r. John Ingram Pitt wskazał lektotyp tego gatunku. Ma 7 synonimów, niektóre z nich:
- Eupenicillium shearii Stolk & D.B. Scott 1967
- Penicillium michaelis Quintan. 1982

## Morfologia i rozwój
Kolonie na agarze z roztworem Czapeka osiągają średnicę 3 do 3,5 cm w ciągu 2 tygodni w temperaturze pokojowej, są bezstrefowe lub strefowane na obszarze brzeżnym podczas konidiogenezy, nieregularnie uniesione i zazwyczaj pofalowane i mózgowato pomarszczone, szczególnie na środku, mają też promieniste bruzdy rozciągające się do brzegów. Składają się z dość cienkiej, filcowatej grzybni substratowej zbudowanej ze strzępek o barwie od żółtej do zielonej. Warstwy powierzchniowe o gęstej teksturze lub, w niektórych szczepach, kłaczkowate na brzegach kolonii. Struktury konidialne skąpo wytwarzane na całej powierzchni kolonii, ale sporadycznie bardziej skoncentrowane w wąskiej strefie brzeżnej, w odcieniach szarozielonych lub zielonych. Wysięk dość obfity, w małych kropelkach, przezroczysty lub w odcieniach bladożółtych, zapach słaby. Rewers jasnożółty do żółtopomarańczowego. Konidiofory powstają głównie z grzybni substratowej, rzadziej z grzybni powietrznej, mają rozmiary do 300–400 × 2–2,5 µm, są gładkościenne, czasami rozgałęzione. Penicillusy zróżnicowane, zwykle rozgałęzione, czasami monowertyckoidalne lub diwertycjoidalne, ale zazwyczaj składające się z 3 do 5 metuli, często nieregularnej długości i czasami powstające na różnych poziomach, z ramionami i metulami czasami wyrastającymi z tego samego węzła. Metule 8–15 µm x około 2–2,2 µm, ramiona w dość zwartych skupiskach po 5 do 8, około 7–9 × 1,5 do 2 µm z końcówkami zawierającymi konidia, wąskimi i raczej stopniowo zwężającymi się. Konidia prawie kuliste do eliptycznych, 2,5–3 × 2–2,5 µm, o cienkich i gładkich lub prawie gładkich ścianach, zebrane w splątane łańcuszki o długości do 50 lub 75 µm.
Kolonie na agarze słodowym osiągają średnicę 3,5–4 cm po 2 tygodniach. Mają bazalną warstwę grzybni filcowatą, cienką i łatwo rozrywającą się, lub nieco cięższą i raczej kruchą, szeroki i płaski brzeg, środek promieniście bruzdowany. Zarodnikują średnio lub silnie. Brak wysięku, słaby zapach. Rewers w odcieniach pomarańczowym lub matowożółtym.

## Badania naukowe
- Grzyb wodny[4] i grzyb glebowy. Występuje na wszystkich kontynentach poza Antarktydą[5]. W Polsce wyizolowano go z gleby, ryzosfery, korzeni i sadzonek jodły i pszenicy zwyczajnej[6].
- Może być wykorzystany do wytwarzania b-glukozydaz – enzymów mających duży potencjał do wykorzystania w różnych procesach biotechnologicznych[7].
- Wykazuje wysoką tolerancję na pestycyd dieldrynę. Po 4 dniach inkubacji dokonał biotransformacji 70% tego pestycydu[4].
- Rozmnażanie płciowe jest uważane za korzystne pod względem ewolucyjnym, ponieważ umożliwia nowe kombinacje alleli, a zatem zwiększa ilość zmienności w obrębie gatunku. Aby sprawdzić, czy tak jest naprawdę, dokonano porównawczych badań bezpłciowo rozmnażającego się P. miczynskii i blisko spokrewnionego, ale rozmnażającego się płciowo Eupenicillium shearii. Wyniki wykazały, że gatunki Penicillium mogą, w rzadkich przypadkach, rekombinować genetycznie; regularne występowanie mejozy w cyklu życiowym Eupenicillium shearii nie ułatwia rekombinacji, a największa zmienność genetyczna nie była związana z rekombinacją, lecz z propagacją klonalną[8] (Później okazało się, że Penicillium miczynskii i Eupenicllium shearii to synonimy; badanie straciło więc sens[2]).